# Raphael Gross
Raphael Gross (* 25. Dezember 1966 in Zürich) ist ein Schweizer Historiker und Museumsleiter, der insbesondere mit Publikationen zur deutsch-jüdischen Geschichte und zum Holocaust hervorgetreten ist. Er ist seit 2017 Präsident des Deutschen Historischen Museums. Zuvor war er von 2001 bis 2015 Direktor des Leo Baeck Instituts für das Studium der deutsch-jüdischen Geschichte und Kultur in London, von 2006 bis 2015 Direktor des Jüdischen Museums Frankfurt am Main, von 2007 bis 2015 Direktor des Fritz Bauer Instituts zur Geschichte und Wirkung des Holocaust und anschließend bis 2017 Leiter des Dubnow-Instituts für jüdische Geschichte und Kultur an der Universität Leipzig.

## Leben
Raphael Gross studierte von 1986 bis 1990 Geschichte, Philosophie und Literatur in Zürich, Berlin, Bielefeld und Cambridge. Danach war er Research Fellow am Franz-Rosenzweig-Institut der Hebräischen Universität Jerusalem und Stipendiat am Hamburger Institut für Sozialforschung. Im Jahr 1995 wurde er Lehrbeauftragter am Lehrstuhl für Vergleichende Literaturwissenschaft an der Freien Universität Berlin. Gross wurde im Mai 1997 an der Universität Essen mit der Arbeit Carl Schmitt und die Juden. Strukturen einer deutschen Rechtslehre promoviert. Von 1997 bis 2001 war er wissenschaftlicher Assistent am Lehrstuhl für Neuere und Neueste Geschichte der Ruhr-Universität Bochum.
Von 2001 bis 2006 war er an der University of Sussex tätig, zuletzt als Reader in Geschichte sowie als Leiter des dortigen Zentrums für deutsch-jüdische Studien. Von 2001 bis 2015 war Gross Direktor des Leo Baeck Instituts in London, zudem Mitherausgeber des Leo Baeck Institute Yearbook und von 2007 bis 2015 Reader im Fachbereich Geschichte an der Queen Mary, University of London. Parallel dazu war er von 2006 bis Ende 2015 Direktor des Jüdischen Museums Frankfurt am Main, wo er unter anderem für die Ausstellungen Juden. Geld. Eine Vorstellung, Fritz Bauer – Der Staatsanwalt, 1938. Kunst, Künstler, Politik, Raub und Restitution und Ignatz Bubis. Ein jüdisches Leben in Deutschland verantwortlich zeichnete. Von 2007 bis 2015 war Gross auch Direktor des Fritz Bauer Instituts in Frankfurt am Main und von 2008 bis 2015 lehrte er als Honorarprofessor am Historischen Seminar der Universität Frankfurt.
Von 2015 bis 2017 leitete er das Dubnow-Institut (seit 2018: Leibniz-Institut für jüdische Geschichte und Kultur – Simon Dubnow) in Leipzig und war Professor an der dortigen Universität als Inhaber des Lehrstuhls für Jüdische Geschichte und Kultur. Er war bis 2017 Herausgeber des Jahrbuchs des Simon-Dubnow-Instituts.
Am 24. November 2016 wurde Raphael Gross zum Präsidenten der Stiftung Deutsches Historisches Museum berufen und übernahm das Amt am 15. April 2017. 2018 fand das erste Symposium in der neuen Reihe „Historische Urteilskraft“ statt. Das gleichnamige Magazin des Deutschen Historischen Museums erschien erstmals 2019. Am 9. Oktober 2020 beschloss der Deutsche Bundestag, die Planung eines neuen Zentrums in Berlin, das die Geschichte der deutschen Besatzungsherrschaft in Europa während des Zweiten Weltkrieges dokumentiert, Wissen über die historischen Ereignisse vermittelt und Raum für Gedenken an die Opfer gibt. Mit dem Beschluss des Deutschen Bundestags vom 19. Oktober 2023, das Deutsche Historische Museum mit der Realisierung des Zentrums zu betrauen, hat die Arbeit an der Umsetzung begonnen.
Der Börsenverein des Deutschen Buchhandels berief Raphael Gross am 30. Januar 2020 in den Stiftungsrat des Friedenspreises des Deutschen Buchhandels.
Im Zuge der Weiterentwicklung der „Beratenden Kommission im Zusammenhang mit der Rückgabe NS-verfolgungsbedingt entzogener Kulturgüter, insbesondere aus jüdischem Besitz“ wurde Raphael Gross am 9. November 2016 als Mitglied berufen.
Am 12. Mai 2023 beauftragten ihn Stadt und Kanton Zürich sowie die Zürcher Kunstgesellschaft mit der Überprüfung der Provenienzforschung der Stiftung E. G. Bührle. Sein Bericht erschien am 26. Juni 2024. Dort heisst es, dass die bisher geleistete Provenienzforschung „gegenwärtig weder eine umfängliche Kontextualisierung der Sammlung, der Geschichte der Vorbesitzer*innen, der Provenienzen der Werke und der Person Emil G. Bührles gewährleisten“ könne, noch liesse „sich auf dieser Grundlage sicherstellen, dass im Kunsthaus Zürich keine Werke gezeigt werden, zu denen substantiierte Hinweise auf NS-verfolgungsbedingten Entzug vorliegen“.

## Schriften (Auswahl)
Monografien
- November 1938. Die Katastrophe vor der Katastrophe. C.H. Beck, München 2013, ISBN 978-3-406-65470-1.
- Anständig geblieben. Nationalsozialistische Moral (= Schriftenreihe des Fritz-Bauer-Instituts, Frankfurt am Main, Studien- und Dokumentationszentrum zur Geschichte und Wirkung des Holocaust. Bd. 26). S. Fischer Verlag, Frankfurt am Main 2010, ISBN 978-3-10-028713-7 (Eine Rezensionsübersicht bei perlentaucher.de).
- Carl Schmitt und die Juden. Eine deutsche Rechtslehre. Suhrkamp, Frankfurt am Main 2000, ISBN 3-518-58285-2 (Zugleich: Essen, Universität, Dissertation, 1997).

Herausgeberschaften
- zusammen mit Agata Pietrasik: Gewalt ausstellen: erste Ausstellungen zur NS-Besatzung in Europa, 1945–1948, Ch. Links, Berlin, 2025, ISBN 978-3-96289-242-5.
- zusammen mit Liliane Weissberg: Was ist Aufklärung. Fragen an das 18. Jahrhundert. Hirmer, Berlin 2024, ISBN 3-7774-4413-8.
- zusammen mit Bernd Ulrich und Dirk Schuck, Zerrbilder. Zum Wirken und Fortwirken nationalsozialistischer Mentalität. Eine Festschrift für Werner Konitzer, Ch. Links, Berlin 2024, ISBN 978-3-96289-211-1.
- zusammen mit Fritz Backhaus, Dan Diner, Julia Franke, Stefan Paul-Jacobs und Lili Reyels: Roads not Taken. Oder: Es hätte auch anders kommen können. Deutsche Zäsuren 1989-1848, C.H. Beck, München, 2023, ISBN 978-3-406-80094-8.
- zusammen mit Dorlis Blume und Monika Boll: Wolf Biermann. Ein Lyriker und Liedermacher in Deutschland. Ch. Links, Berlin, 2023, ISBN 978-3-96289-195-4.
- zusammen mit Dorlis Blume und Dieter Gosewinkel: Staatsbürgerschaften. Frankreich, Polen, Deutschland seit 1789, Piper, München, 2022, ISBN 978-3-492-06439-2.
- zusammen mit Lars Bang Larsen, Dorlis Blume, Alexia Pooth, Julia Voss und Dorothee Wierling: documenta. Politik und Kunst. Prestel, München, London, New York 2021, ISBN 978-3-7913-7920-3.
- zusammen mit Wolfgang Brauneis: Die Liste der „Gottbegnadeten“. Künstler des Nationalsozialismus in der Bundesrepublik. Prestel. München. London. New York 2021, ISBN 978-3-7913-7922-7.
- zusammen mit Melanie Lyon und Harald Welzer: Von Luther zu Twitter. Medien und politische Öffentlichkeit. S. Fischer, Frankfurt am Main 2020, ISBN 978-3-10-397030-2.
- zusammen mit Dorlis Blume, Monika Boll: Hannah Arendt und das 20. Jahrhundert. Piper, München 2020, ISBN 978-3-492-07035-5.
- zusammen mit D. Blankenstein, B. Savoy und A. Scriba: Wilhelm und Alexander von Humboldt. Katalog, Darmstadt 2019, wbg Theiss, ISBN 978-3-8062-4046-7.
- zusammen mit Felix Semmelroth: Erinnerungsstätte an der Frankfurter Großmarkthalle. Die Deportation der Juden 1941–1945. Prestel, München, London, New York 2016, ISBN 978-3-7913-5531-3.
- zusammen mit Fritz Backhaus, Sabine Kößling, Mirjam Wenzel: Die Frankfurter Judengasse. Katalog zur Dauerausstellung des Jüdischen Museums Frankfurt. C.H. Beck, München 2016, ISBN 978-3-406-68987-1.
- zusammen mit Werner Renz: Der Frankfurter Auschwitz-Prozess (1963–1965). Kommentierte Quellenedition. Mit Abhandlungen von Sybille Steinbacher und Devin O. Pendas, Campus, Frankfurt am Main 2013, ISBN 978-3-593-39960-7.
- zusammen mit Monika Boll: „Ich staune, dass Sie in dieser Luft atmen können“. Jüdische Intellektuelle in Deutschland nach 1945. S. Fischer, Frankfurt am Main 2013.
- zusammen mit Fritz Backhaus und Dmitrij Belkin: Bild Dir dein Volk! Axel Springer und die Juden. Wallstein, Göttingen 2012.
- zusammen mit Fritz Backhaus und Dmitrij Belkin: Ausgerechnet Deutschland! Jüdisch-russische Einwanderung in die Bundesrepublik. Nicolai, Berlin 2010.
- zusammen mit Werner Konitzer: Moralität des Bösen. Ethik und nationalsozialistische Verbrechen (= Jahrbuch 2009 zur Geschichte und Wirkung des Holocaust). Herausgegeben im Auftrag des Fritz-Bauer-Instituts. Campus, Frankfurt am Main u. a. 2009, ISBN 978-3-593-39021-5.
- zusammen mit Monika Boll: Die Frankfurter Schule und Frankfurt. Eine Rückkehr nach Deutschland. Wallstein, Göttingen 2009, ISBN 978-3-8353-0566-3.
- als Hrsg.: Geschichte, Geschichten: zum 20-Jahres-Jubiläum des Jüdischen Museums Frankfurt. Sozietäts Verlag, Frankfurt am Main 2009, ISBN 978-3-7973-1145-0.
- zusammen mit Ben Barkow und Michael Lenarz: Novemberpogrom 1938. Die Augenzeugenberichte der Wiener Library, London. Jüdischer Verlag im Suhrkamp Verlag, Frankfurt am Main 2008, ISBN 978-3-633-54233-8.
- zusammen mit Fritz Backhaus und Michael Lenarz: Ignatz Bubis. Ein jüdisches Leben in Deutschland. Jüdischer Verlag im Suhrkamp Verlag, Frankfurt am Main 2007, ISBN 978-3-633-54224-6.
- zusammen mit Yfaat Weiss: Jüdische Geschichte als Allgemeine Geschichte. Festschrift für Dan Diner zum 60. Geburtstag. Vandenhoeck und Ruprecht, Göttingen 2006, ISBN 3-525-36288-9.
- zusammen mit Eva Lezzi und Marc Richter: „Eine Welt, die ihre Wirklichkeit verloren hatte...“. Jüdische Überlebende des Holocaust in der Schweiz. Limmat, Zürich 1999.
- Autoren: Deborah Schultz und Erik Riedel: Erinnerung – Bild – Wort. Arnold Daghani und Charlotte Salomon. Begleitbuch zur gleichnamigen Ausstellung im Jüdischen Museum in Frankfurt am Main 2012.
- zusammen mit Moritz Epple, Johannes Fried und Janus Gudian: „Politisierung der Wissenschaft.“ Jüdische Wissenschaftler und ihrer Gegner an der Universität Frankfurt am Main vor und nach 1933. Wallstein, Göttingen 2016, ISBN 978-3-8353-1438-2.

## Ausstellungen (Auswahl)
Am Deutschen Historischen Museum
- 2025 Gewalt ausstellen: Erste Ausstellungen zur NS-Besatzung in Europa, 1945–1948
- 2024 Was ist Aufklärung? Fragen an das 18. Jahrhundert
- 2023 Wolf Biermann. Ein Lyriker und Liedermacher in Deutschland
- 2022 Roads not Taken. Oder: Es hätte auch anders kommen können
- 2022 Staatsbürgerschaften. Frankreich, Polen, Deutschland seit 1789
- 2022: Richard Wagner und das deutsche Gefühl
- 2022: Karl Marx und der Kapitalismus
- 2021: Die Liste der Gottbegnadeten. Künstler des Nationalsozialismus in der Bundesrepublik
- 2021: Documenta. Politik und Kunst
- 2020: Von Luther zu Twitter. Medien und politische Öffentlichkeit
- 2020: Hannah Arendt und das 20. Jahrhundert
- 2019: Wilhelm und Alexander von Humboldt
- 2019: Weimar: Vom Wesen und Wert der Demokratie
- 2018: Europa und das Meer
- 2018: Sparen – Geschichte einer Deutschen Tugend

Am Jüdischen Museum Frankfurt am Main
- 2014: Fritz Bauer – Der Staatsanwalt
- 2013: 1938. Kunst, Künstler, Politik, Raub und Restitution
- 2013: Juden. Geld. Eine Vorstellung
- 2010: Else Lasker-Schüler. Die Bilder
- 2010: Die Frankfurter Schule und Frankfurt. Eine Rückkehr nach Deutschland
- 2007: Ignatz Bubis. Ein jüdisches Leben in Deutschland

## Preise und Auszeichnungen
- 2012: Robert Goldmann Stipendium der Stadt Reinheim für das Fritz Bauer Institut
- 2013: Ignatz-Bubis-Preis für das Fritz Bauer Institut
- 2013: Buber-Rosenzweig-Medaille für das Fritz Bauer Institut zusammen mit Mirjam Pressier
- 2013: Wilhelm-Leuschner-Medaille[14]
- 2016: Museumspreis der Sparkassen-Kulturstiftung Hessen-Thüringen für die neue Dauerausstellung des Museums Judengasse in Frankfurt am Main
- 2018: Moses Mendelssohn Award des Leo Baeck Institute New York[15]
- 2024: Ehrenplakette der Stadt Frankfurt am Main[16]

## Mitgliedschaften und Beiratstätigkeiten
- Mitglied des Programmbeirats „Stärkung der Demokratieforschung Hessen“ (seit 2024)
- Mitglied des wissenschaftlichen Beirats Schauplatz Brunngasse (seit 2024)
- Stiftungsrat der Stiftung Orte der deutschen Demokratiegeschichte (seit 2021 qua Amt)
- Stiftungsrat des Friedenspreises des Deutschen Buchhandels (seit 2020).[17]
- Stiftungsratsmitglied der Bundesstiftung Flucht, Vertreibung, Versöhnung (seit 2017 qua Amt; 2009–2015 Mitglied des Wissenschaftlichen Beraterkreises)
- Vorstandsmitglied des Museumsvereins des Deutschen Historischen Museums e. V. (seit 2017 qua Amt)
- Mitglied des Programmbeirats des Gropius-Baus Berlin (seit 2017 qua Amt)
- Mitglied des beratenden Kuratoriums zur Erweiterung der Dokumentation Obersalzberg, Institut für Zeitgeschichte München (seit 2017)
- Mitglied im Arbeitskreis „Menschenrechte im 20. Jahrhundert“ der Fritz Thyssen Stiftung (2017–2019)
- The Rothschild Archive, Mitglied des Wissenschaftlichen Beirats (seit 2016)
- Beratende Kommission im Zusammenhang mit der Rückgabe NS-verfolgungsbedingt entzogenen Kulturguts, insbesondere aus jüdischem Besitz („Limbach-Kommission“, seit 2016)[18]
- Hannah-Arendt-Institut für Totalitarismusforschung e. V. an der Technischen Universität Dresden, Mitglied des Trägervereins (2015–2017)
- Mitglied im Kuratorium der Freunde und Förderer des Leo-Baeck-Instituts e. V. (seit 2015)
- Rat „Hessen für Europa“ des Hessischen Ministeriums der Justiz (2013–2015)
- Ernst Ludwig Ehrlich Studienwerk, Mitglied des Wissenschaftlichen Beirats (2010–2023)
- Jürg Breuninger Stiftung, Frankfurt a. M., Vorsitzender des Wissenschaftlichen Beirats (2008–2015)
- ILABLIS Jahrbuch für europäische Presse, Mitglied des Beirats (seit 2008)
- Center for German-Jewish Studies, University of Sussex, Mitglied des Wissenschaftlichen Beirats (2006–2011)
- Revue d’histoire de la Shoah, Frankfurt a. M., Auslandsredakteur (seit 2003)

## Aktuelles Forschungsprojekt
- Internationale Rezeptionsgeschichte der Tagebücher Anne Franks.